# Greenfield (Iowa)
Pour les articles homonymes, voir Greenfield.
La ville de Greenfield est le siège du comté d'Adair, situé dans l'Iowa, aux États-Unis.

## Histoire
En mai 2024, une violente tornade crée d'importants dégâts, faisant plusieurs morts et blessés.